# Herbert Quandt Medien-Preis
Den Herbert Quandt Medien-Preis (auch: Herbert-Quandt-Medienpreis) vergibt die Johanna-Quandt-Stiftung seit 1986 jährlich an Journalisten und Publizisten aller Medien, die sich in anspruchsvoller und allgemeinverständlicher Weise mit dem Wirken und der Bedeutung von Unternehmern und Unternehmen in der Marktwirtschaft auseinandersetzen. Er ist mit insgesamt 50.000 Euro dotiert. Der Preis erinnert an den deutschen Unternehmer Herbert Quandt. Weil dieser in der NS-Zeit gemeinsam mit seinem Vater Günther Quandt KZ-Häftlinge unter menschenunwürdigen Bedingungen beschäftigte und sogar persönlich ein KZ-Außenlager plante, steht der weiterhin nach ihm benannte Preis seit dem Erscheinen des Dokumentarfilms Das Schweigen der Quandts in der Kritik.

## Preisträger
1995 |
1996 |
1997 |
1998 |
1999 |
2000 |
2002 |
2004 |
2006 |
2007 |
2008 |
2009 |
2010 |
2011 |
2012 |
2013 |
2014 |
2015 |
2016 |
2017 |
2018 |
2019 |
2020 |
2021 |
2022 |
2023 |
2024 |
1995: 
- Frankfurter Institut-Stiftung Marktwirtschaft und Politik
- Friedrich Merz Werkbesuch (Fernsehbeitrag BR)
- Thüringer Allgemeine Wirtschaftsredaktion Unternehmen in Thüringen

1996: 
- Frankfurter Allgemeine Zeitung Wirtschaftsredaktion Unternehmerfamilien in Deutschland
- Wolfgang Herles Unternehmensporträts (ZDF)
- Die Zeit Wirtschaftsredaktion Jung und selbstständig
- Robby Mörre Wie der Vater so der Sohn? (Fernsehbeitrag MDR)

1997: 
- Stiftung Haus der Geschichte der Bundesrepublik Deutschland Markt oder Plan, Wirtschaftsordnungen in Deutschland 1945–1961
- Zeitungsgruppe Main-Post, Würzburg Chancen in Franken
- Ulrich Schäfer Die neue Gründerzeit

1998: 
- Handelsblatt Redaktion Berlin Ein starkes Stück Osten
- Bild am Sonntag Ressort Neue Bundesländer Unsere Hoffnungsträger
- Andrea B. E. Moser-Stölzle, Mindelheimer Zeitung Jung und schon Unternehmer
- Konrad Herrmann Eine Orgel für Tokio (Fernsehbeitrag DW und MDR)

1999: 
- Monika Zimmermann, Westfälischer Anzeiger Westfälische Unternehmer und Ihre Unternehmen
- Nikolaus Piper, Süddeutsche Zeitung Felix und das liebe Geld (Roman)
- Tom Buhrow, Claus Kleber, Sabine Reifenberg, ARD-Studio Washington Pioneer Square (Fernsehbeitrag NDR)
- Thilo Schmautz, Anette Vitz Going Public (Hörfunkfeature SWR)

2000: 
- Hans K. Herdt Auszeichnung für die Verdienste um den Wirtschaftsjournalismus in Deutschland
- Günter Ederer Schocktherapie – Wie die Hoechst-Manager ihren Konzern zerschlagen (Fernsehbeitrag HR)
- Bayerischer Rundfunk Wirtschaftsredaktion Die Mut Macher – Mit Erfolg in die Selbstständigkeit (Fernsehbeitrag BR)

2001: 
- Marcus Vetter Wo das Geld wächst – Die EM.TV-Story (Fernsehbeitrag SWR)
- Martina Dase Aktie – Die Lust am Geld (3sat)
- Ursula Kals, FAZ Unternehmensporträts
- Peter Dietz, Lokalredaktion Zwei-brücken der Zeitung Die Rheinpfalz für das Konzept der Lokalen Wirtschaftsseite

2002: 
- Stefan Willeke, Die Zeit, Der Herr der Pleiten
- Michael Grytz, Klaus Martens, WDR Auf Biegen und Brechen – Aufstieg und Fall von Mannesmann (Fernsehbeitrag WDR)
- Hans-Jürgen Haug, Das große Glück vom Gurkenhobel – Mit Werbeverkäufern unterwegs (ZDF)
- Georg Meck, FAZ-Sonntagszeitung Unternehmerporträts

2003: 
- Burkhard Spinnen Der schwarze Grat – Die Geschichte des Unternehmers Walter Lindenmaier aus Laupheim
- Martin T. Roth, FAZ Abschied von den Königsmachern der Deutschland AG
- Harald Willenbrock, brand eins Großmanns Sucht
- Lorenz Wagner, Financial Times Deutschland Roland Mack: Ganz der Vater

2004: 
- Uwe Jean Heuser, John F. Jungclaussen Schöpfer und Zerstörer – Große Unternehmer und ihre Momente der Entscheidung
- Sylvia Liebsch, WDR, Eins Live Die Macher (Hörfunkserie WDR)
- Rüdiger Baumann, Bayerischer Rundfunk Pumas neue Kleider – Wie Manager den Lifestyle prägen (Fernsehbeitrag BR)
- Jürgen Salz, Toni Schumacher, Wirtschaftswoche, Gesammelte Werke

2005: 
- Klaus Stern, Weltmarktführer – Die Geschichte des Tan Siekmann
- Roman Pletter, brand eins Hirtreiter und die Höllenhunde
- Reiner Luyken, Die Zeit Ein kleiner Liter Öl auf großer Fahrt
- Wirtschaftsteam Hessenschau des Hessischen Rundfunks, Hessen in Betrieb – Mittelstand (Fernsehbeitrag HR)

2006: 
- Xaver Schwarzenberger, Margarete Steiff (Fernsehfilm SWR)
- Uwe Buse, Der Spiegel Die Fußballnäher von Sialkot
- Harun Farocki, Nicht ohne Risiko (Fernsehbeitrag WDR)
- Karin Häcker, Der Grundschulkoffer

2007: 
- Stefan Willeke, Die Zeit An der Salatfront
- Thomas Ramge, brand eins Dicke Fische im Abfluss

2008: 
- Ulrike Franke und Michael Loeken, WDR/ARTE, Losers and Winners
- Horst von Buttlar, Financial Times Deutschland, Würths Außendienstarmee
- Wolfgang Minder, ARD/WDR, Entlassen oder investieren
- Regina Beck und Kai Karsten, SWR3, Tim fragt Tom

2009: 
- Jörg Eigendorf
- Ullrich Fichtner
- Michael Ohnewald
- Stephan Lamby

2010 
- Marc Brost
- Wolfgang Uchatius
- Hansjürg Zumstein
- Anton Riedl
- Stephanie Wätjen

2011 
- Sabine Eichhorst, „Laufschuhe aus dem Kuhstall“, gesendet im NDR Info am 18. April 2010
- Marcus Niehaves, „Ein Jahr in der Schwabenschmiede“, ausgestrahlt im ZDFinfokanal am 25. Mai 2010
- Nikolaus Blome und Paul Ronzheimer, „Geheimakte Griechenland“, erschienen in Bild vom 29. Oktober bis 3. November 2010
- Joachim Käppner für seine Biographie von Berthold Beitz

2012 
- Cornelius Kob, Veit Bentlage und Liz Wieskerstrauch für die Dokumentationsreihe „Von Meisterhand – Traditionsberufe suchen Nachwuchs“, gesendet im NDR im Januar 2012.
- Jarka Kubsova für „Im Fuchsbau“, erschienen in der Financial Times Deutschland am 15. April 2011
- Frank Piasecki Poulsen für „Blood in the Mobile“, ausgestrahlt in Arte am 9. Februar 2011
- Hanna Grabbe für „Die Ouvertüre“, erschienen in Impulse im Dezember 2011

2013 
- Stefan Aschauer-Hundt für das Redaktions-Konzept „My Neustadt“ im Süderländer Tageblatt
- Urs Schnell und Res Gehriger für „Bottled Life“, ausgestrahlt im November 2012 im WDR
- Jens Lubbadeh für die „Die Masse macht’s“, erschienen im Oktober 2012 in Technology Review
- Andreas Pichler für „Die Lithium-Revolution“, ausgestrahlt im April 2012 im WDR

2014 
- Jonas Rest für „Die Klon-Krieger“, erschienen im März 2013 in der Berliner Zeitung
- Julia Klüssendorf und Stefan Jäger für „Banken außer Kontrolle“, ausgestrahlt im Juli 2013 in der ARD
- Anne Kunze für „Fünf Tonnen am Tag“, erschienen im Dezember 2013 in Die Zeit
- Christian Salewski und Sabine Muscat für „Es könnte so einfach sein“, erschienen in der Augustausgabe von Capital

2015 
- Henning Sußebach für „Herr Hibbe macht zu“, erschienen in Die Zeit
- Dirk Steffens für „Projekt Hühnerhof“, ausgestrahlt im ZDF
- Lisa Nienhaus für „Wie kommt das Geld in die Welt“, erschienen in Frankfurter Allgemeine Sonntagszeitung
- Hannah Leonie Prinzler für „The Patent Wars“, ausgestrahlt in ZDF/ARTE

2016 
- Ulrike Franke und Michael Loeken für „Göttliche Lage – Eine Stadt erfindet sich neu“
- Wolfgang Bauer für „Ein Prost auf Kim Jong Un“, erschienen im ZEITMagazin
- Miriam Opresnik, für „Mein erster Laden“, erschienen im Hamburger Abendblatt

2017 
- Michael Bartlewski, Katrin Focke, Frank Seibert und Robert Stöger für „Was ist uns Musik noch wert?“, ausgestrahlt am 29. Februar 2016 im Ersten
- Pia Lenz und Kristopher Sell für „Herr Abass und das geklaute Land“, ausgestrahlt am 7. Juni 2016 in Panorama
- Marc Neller für „Der Code des Bösen“, erschienen am 1. Mai 2016 in der Welt am Sonntag
- Ann-Kathrin Nezik für „Schmerzpunkte überall“, erschienen am 1. Oktober 2016 in Der Spiegel

2018 
- Katja Michel für ihren Beitrag "Die Reifeprüfung", erschienen im Wirtschaftsmagazin Impulse
- Till Krause und Lorenz Wagner für ihre Reportage "Im Einflussgebiet", erschienen im Süddeutsche Zeitung Magazin
- Norman Laryea und Franziska Wielandt für ihren Beitrag "Der wahre Preis für den perfekten Apfel", ausgestrahlt in der Sendung ZDFzoom
- Andreas Pichler für seine Dokumentation "Das System Milch", ausgestrahlt auf ARTE.

2019 
- Hans Block und Moritz Riesewieck für ihren Dokumentarfilm „Im Schatten der Netzwelt – The Cleaners“, ausgestrahlt auf ARTE und im Ersten
- Henryk Hielscher, Jacqueline Goebel und Mario Brück für ihre Reportage „Kauft das jemand oder kann das weg?“, erschienen in der Wirtschaftswoche
- Miriam Schröder und Thomas Tuma für ihre Reportage „Formel Zalando“, erschienen im Handelsblatt Magazin
- Georg Fahrion für seine Reportage „Operation Wüstenstrom“, erschienen in Capital.

2020 
- Wolfgang Dürr für seine Film-Reportage „Der Herr der Kräne – Wie die Firma Wilbert die Insolvenz überlebte“, ausgestrahlt im Format „made in Südwest“ des SWR Fernsehens
- Katrin Spranger für ihre Film-Reportage „Gemeinsam Zukunft schmieden: Projekt Handwerkerhof“, gesendet im Format „die nordstory“ des NDR Fernsehens
- Florian Hartung, Heike Nelsen und Christin Köppen für ihren zweiteiligen Dokumentarfilm „Das Erbe der Treuhand“, ausgestrahlt im ZDF
- Jürgen Hinrichs, Nico Schnurr und Marc Hagedorn für die Serie „Die Lage der Landwirtschaft: Essay über eine Branche im Umbruch“, erschienen im Weser-Kurier.

2021 
- Anna Feininger, Johannes Hofmann, Anna-Elena Knerich und Maximilian Sippenauer für die Dokumentation „Heute chic, morgen Ramsch – Wie Corona die Modebranche trifft“, ausgestrahlt im BR Fernsehen
- Anne Gänsicke für die NDR-Reportage „Wolle for Future – Es wird immer bunter“
- Caspar Tobias Schlenk und Niklas Wirminghaus für die im Capital erschienene Reportage „Schreck24“
- Alexandra Tiefenbacher für ihre Online-Beitrag „Die Flugbranche bauscht sich auf“, erschienen auf dem Infoportal „Das Lamm“

2022 
- Michael Schindhelm für seine Dokumentation „Mit Lichtgeschwindigkeit zum Impfstoff – Das Projekt BioNTech“, ausgestrahlt auf ARTE
- Dominic Egizzi und Tom Häussler für ihre Dokumentation „Geld her oder Daten weg! Wie Hacker die Wirtschaft erpressen“, ausgestrahlt auf 3sat/Makro
- Jennifer Wilton für ihre Reportage „Neue deutsche Bäcker oder die Renaissance des Brotes“, erschienen in der Welt am Sonntag
- Conrad Lay für seinen Hörfunk-Beitrag „Grüne Bilanzen – Eine Feature über nachhaltiges Rechnen im Bio-Landbau“, ausgestrahlt in hr2-Feature.

2023 
- Marc Neller und Benedikt Fuest für ihren Report „Die Herren des Lichts“, erschienen in der Welt am Sonntag
- Erik Hane für seine Dokumentation „Blackout in Deutschland – Horrorszenario oder reale Gefahr?“, ausgestrahlt im ZDF
- Maximilian Münster für seine Reportage „Rostige Aussichten“, veröffentlicht in brand eins
- Thilo Adam für sein Unternehmer-Porträt „Wer isst denn sowas?“, erschienen in Die Zeit

2024 
- Martin Greive und das Rechercheteam Catiana Krapp, Moritz Koch,  Mareike Müller, Julian Olk und Klaus Stratmann für ihre Reportage „Russendisco“, erschienen im Handelsblatt
- Astrid Spiegelberg für ihre Dokumentation „Unter Druck – Selbstständige in Deutschland“, ausgestrahlt in der ARD
- Florian Güßgen für seine beiden Reportagen „Glas in jeder Faser“ und „Der Ofen wandert aus“, veröffentlicht in der WirtschaftsWoche
- Marc Bädorf für seine Reportage „Wasser bis zum Hals“, erschienen in Reportagen